# Adevărul
Adevărul (« La Vérité » en français) est un quotidien roumain fondé en 1871. La direction du journal est basée à Bucarest.
À sa fondation, en 1871, à Iași, Adevărul est un quotidien de gauche. Sous Charles Ier, Adevărul devient rapidement le principal quotidien de gauche, défendant l'établissement du suffrage universel, une réforme agraire et le passage à une démocratie. Le journal critique le roi et se trouve en difficulté avec les autorités judiciaires à plusieurs reprises. La ligne du journal devient ensuite socialiste. Dans les années 1930, le journal, dont les propriétaires sont juifs, est victime de la montée de l'extrême droite dans le pays. Quand Octavian Goga est nommé premier ministre en 1937, il fait interdire Adevărul et les autres publications du groupe (Adevărul Literar și Artistic et Dimineața).
Le journal reparaît en 1946, peu après la Seconde Guerre mondiale, mais est de nouveau interdit, cette fois par les autorités communistes en 1951.
En 1989, après la révolution, un nouveau journal du même nom paraît en remplacement de Scînteia, le quotidien du Parti communiste. Le journal soutient le Front de salut national (FSN) de Ion Iliescu mais aussi les Minériades utilisées par le FSN pour réprimer les opposants. Adevărul est privatisé et adopte une ligne de conservatisme social et d'euroscepticisme et de nationalisme. Il est aussi impliqué dans des jeux d'influence politique. À partir de la fin des années 1990, la qualité du journal s'améliore et en 2004, il est perçu comme le journal le plus crédible du pays. Le journal change aussi sa ligne, devenant pro-européen tout en soutenant Iliescu lors de l'élection présidentielle de 2000.
En 2005, une crise déchire le journal : Cristian Tudor Popescu, le rédacteur en chef critique l'ingérence de personnalités politiques dans la ligne éditoriale du journal. Il quitte le journal avec 50 collègues pour fonder le quotidien Gândul (en). En 2006, Dinu Patriciu, milliardaire et membre du Parti national libéral (centre droit) devient propriétaire du journal.